# Sam Gagner
Sam William Gagner (London, 10 agosto 1989) è un hockeista su ghiaccio canadese professionista che gioca nel ruolo di centro per gli Arizona Coyotes. Venne scelto in 6ª posizione assoluta dagli Oilers nell'NHL Entry Draft 2007.

## Palmarès

### Club
- Coppa Spengler: 1

Team Canada: 2012

### Nazionale
- Campionato mondiale di hockey su ghiaccio Under-20: 1

Canada 2007

### Individuale
- CHL All-Rookie Team: 1

2006-2007
- OHL First All-Star Team: 1

2006-2007
- NHL YoungStars Roster: 1

2007-2008